# Tokudaia
Tokudaia é um gênero de roedores da família Muridae.

## Espécies
- Tokudaia muenninki Johnson, 1946
- Tokudaia osimensis (Abe, 1934)
- Tokudaia tokunoshimensis Endo & Tsuchiya, 2006